# Theodor Estermann
Theodor Estermann   (Neubrandenburg, 5 de febrer de 1902 - Londres, 29 de novembre de 1991) va ser un matemàtic alemany que va viure i treballar a Londres.

## Vida i Obra
De família jueva, el seu pare era un fervent sionista que, en començar la Primera Guerra Mundial va emigrar a Palestina i no va retornar fins gairebé el final de la guerra. Theodor Estermann i el seu germà Immanuel (qui també va ser un cèlebre físic) van deixar les escoles hebrees per ser escolaritzats a escoles alemanyes a Hamburg. Acabada l'escolarització, i després d'un intent del seu pare per a que fos agricultor, va estudiar matemàtiques a la universitat d'Hamburg en la qual es va doctorar el 1925 sota la direcció de Hans Rademacher. En doctorar-se, va retornar a Palestina, on s'havia instal·lat el seu pare i va ser monitor en una escola de Haifa durant un curs. El 1926 va anar a Londres per ampliar estudis al University College de Londres i, en acabar el 1928, va tornat a Hamburg, on només va trobar treballs eventuals.
El 1929 va retornar a Londres per la cerimònia d'entrega de títols i els seus mestres van quedar sorpresos en saber que no tenia feina i el van contractar com professor ajudant al departament de matemàtiques del University College. Tota la seva carrera acadèmica la va fer en aquesta institució fins que va passar a professor emèrit el 1969, càrrec que va mantenir fins al 1987. Malgrat ser un jueu alemany emigrat, mai es va considerar un refugiat, ja que ell havia emigrar el 1929, molt abans que Hitler arribés al poder a Alemanya. El 1936 es va casar amb Tamara Pringsheim, neta del matemàtic Alfred Pringsheim i el 1948 va adoptar la nacionalitat britànica.
Un dels seus treballs més originals va ser una elegant demostració de la irracionalitat de {\displaystyle {\sqrt {2}}}, publicada el 1975 a la Mathematical Gazette. Tot i que els seus primers treballs, dirigits per Rademacher, van ser en anàlisi matemàtica, el seu camp de treball més habitual va ser la teoria de nombres. Les seves aportacions més importants van ser sobre les sumes de Kloosterman, formes quadràtiques, problema de Waring, teoria de sedassos i altres problemes relacionats amb la distribució dels nombres primers. Estermann va publicar una cinquantena d'articles científics i dos llibres de text clàssics sobre aquests temes: Introduction to Modern Prime Number Theory (1952) i Complex Numbers and Functions (1962).